# Polymixis argillaceago
Polymixis argillaceago là một loài bướm đêm trong họ Noctuidae.